# Metateorema
Em lógica, um metateorema é uma afirmação sobre um sistema formal comprovado em uma metalinguagem. Diferentemente de teoremas provados com um sistema formal, um metateorema é provado com uma metateoria, e pode receferenciar conceitos que são presentes na metateoria.